# Staveley (Yorkshire du Nord)
Pour les articles homonymes, voir Staveley.
Staveley est un village et une paroisse civile du Yorkshire du Nord, en Angleterre.